# ماري محمد
ماري محمد (بالإندونيسية: Mar'ie Muhammad)‏ هو اقتصادي وسياسي إندونيسي، ولد في 3 أبريل 1939 في سورابايا في إندونيسيا، وتوفي في 11 ديسمبر 2016 في Cawang, Kramat Jati, East Jakarta ‏ في إندونيسيا.